# أسل بارز
أسل بارز (الاسم العلمي: Juncus prominens) نوع نباتي يتبع جنس الأسل وينتمي إلى الفصيلة الأسلية.